# Солёное (озеро, Шпаковский район)
Солёное — бессточное озеро на территории Шпаковского района Ставропольского края России.
Входит в «Перечень объектов, подлежащих региональному государственному надзору в области использования и охраны водных объектов на территории Ставропольского края», утверждённый постановлением Правительства Ставропольского края от 5 мая 2015 года № 187-п.

## География
Расположено в 6 км к северо-востоку от посёлка Цимлянского. Лежит в котловине, в правобережье реки Солёной (правый приток Кофанова) на высоте 441 м над уровнем моря. Общая площадь водосбора составляет 1,98 км², площадь зеркала — 0,37 км² (по другим данным — 0,45 км²). Средняя глубина 1,2 м. Относится к бассейну реки Кофанова.
Питание снеговое и дождевое. Ледостав обычно начинается в начале января и завершается в основном до середины марта.
По побережью озера произрастают камыш и осока. Ихтиофауна представлена преимущественно такими видами, как карп и сазан.

## Данные водного реестра
По данным государственного водного реестра России относится к Донскому бассейновому округу; водохозяйственный участок — река Калаус. Речной бассейн — Дон (российская часть бассейна), речной подбассейн — Дон ниже впадения Северского Донца.
Код объекта в государственном водном реестре — 05010500211108200001962.